# Pinky Lee
Pinky Lee (ur. 2 maja 1907, zm. 3 kwietnia 1993) – amerykański aktor filmowy i telewizyjny oraz komik.

## Wyróżnienia
Posiada gwiazdę na Hollywoodzkiej Alei Gwiazd.